# Königsbrunn Ants
| Ewige GFL-Bilanz | Ewige GFL-Bilanz | Ewige GFL-Bilanz | Ewige GFL-Bilanz | Ewige GFL-Bilanz | Ewige GFL-Bilanz | Ewige GFL-Bilanz | Ewige GFL-Bilanz | Ewige GFL-Bilanz | Ewige GFL-Bilanz | Ewige GFL-Bilanz | Ewige GFL-Bilanz |
| Jahr             | Gesamt           | Gesamt           | Gesamt           | Heim             | Heim             | Heim             | Ausw.            | Ausw.            | Ausw.            | TD-Verhältnis    |                  |
| Jahr             | S                | N                | U                | S                | N                | U                | S                | N                | U                | TD-Verhältnis    |                  |
| ---------------- | ---------------- | ---------------- | ---------------- | ---------------- | ---------------- | ---------------- | ---------------- | ---------------- | ---------------- | ---------------- | ---------------- |
| 1989             | 2                | 10               | 0                | 2                | 4                | 0                | 0                | 6                | 0                | 138:253          |                  |
| Gesamt           | 2                | 10               | 0                | 2                | 4                | 0                | 0                | 6                | 0                | 138:253          |                  |

Die Königsbrunn Ants (vollständig AFC Königsbrunn Ants e. V.) sind ein deutscher American-Football-Verein. Gegründet wurden die Ants als Augsburg Ants am 18. Oktober 1983. Umbenannt wurde der Verein nach dem Umzug nach Königsbrunn im Herbst 1987 und dem Anschluss an den TSV Königsbrunn. Seit dem Jahre 2005 sind die Königsbrunn Ants als eigenständiger Verein gemeldet.

## Geschichte
Unter Anleitung von US-Trainern des damals noch existierenden Militärstützpunktes in Augsburg wurde erste Spielerfahrung 1985 gesammelt, 1986 traten die Ants zum ersten Mal in einer Liga an. Der größte Vereinserfolg gelang 1988, als man die Meisterschaft in der 2. Bundesliga-Süd erringen konnte. In den Relegationsspielen zur 1. Bundesliga konnten dann die Rüsselsheim Crusaders geschlagen werden (32:6 und 43:0) und die Ants stiegen in die höchste deutsche Spielklasse auf. Dort konnten sie sich allerdings nicht halten und stiegen nach nur einer Saison wieder ab. In der zweiten Liga begann dann ein schleichender Abstieg, und zur Saison 1995 konnte keine Mannschaft zum Ligabetrieb gemeldet werden. Der Neuaufbau begann in der Saison 1996 in der fünften Liga. Dort erreichte man 1999 die Meisterschaft und einen Durchmarsch durch die vierte Liga im Jahr 2000, die ebenfalls mit der Meisterschaft abgeschlossen werden konnte. Nach zwei vierten und einem dritten Platz gelang 2004 die Meisterschaft in der Regionalliga-Süd und der Aufstieg in die GFL2-Süd. Dort musste man sich 2005 und 2006 jeweils mit einem Abstiegsplatz begnügen und konnte die Klasse nur aufgrund von Rückzügen anderer Mannschaften halten. In der Saison 2007 gelang dann die beste Platzierung mit einem fünften Platz. Dieser ließ sich in der Saison 2008 mit einer ganz jungen Mannschaft nicht halten, und man belegte nur den letzten Platz. Trotz nur eines Touchdowns in der gesamten Saison zeigte die Mannschaft Moral und bestritt alle Spiele. Bis zum Ende der Saison 2022 spielte die Mannschaft in der Landesliga, dann gelang der Aufstieg in die Bayernliga.
Die Flag Seniors sind seit 2022 wieder zurück. Seit Oktober 2024 ist eine reine Damenmannschaft, die Flag Queens, hinzugekommen.
Abgerundet wird das ganze von den Cheerleadern.

## Erfolge
- 2021 Sieger Oberland Bowl (Herren)
- 2015 Meister Bayernliga (Herren)
- 2014 Meister Landesliga (U19-Jugend)
- 2005 Bayerischer Meister (U19-Jugend)
- 2004 Meister Regionalliga-Süd (Herren)
- 2003 Meister Verbandsliga (U19-Jugend)
- 2000 Bayerischer Meister (U15-Jugend)
- 2000 Meister Bayernliga (Herren)
- 1988 Meister 2. Bundesliga Süd
- 1985 Meister Regionalliga Süd

## Teams
- Königsbrunn Ants Seniors – Herren-Tackle-Football
- Königsbrunn Ants U19 Juniors – U19-Jugend - Tackle-Football
- Königsbrunn Ants U15 Juniors – U15-Jugend - Tackle-Football
- Königsbrunn Ants U13 Juniors – U13-Jugend - Flag-Football
- Königsbrunn Ants U11 Juniors – U11-Jugend - Flag-Football
- Königsbrunn Ants U09 Juniors – U09-Jugend - Flag-Football
- Königsbrunn Ants Flag Seniors - Mixed – Flag-Football
- Königsbrunn Ants Flag Queens - Damen – Flag-Football
- Königsbrunn Ants Cheerleading - Damen – Cheerleading
- Königsbrunn Ants Cheerleading Juniors - Jugend – Cheerleading